# Sagar
|  | Per al dibuixant de còmics i il·lustrador Sagar, vegeu Sagar Forniés. |

Sagar o Saugor (hindi: सागर, urdú: ساگر), anomenada "Ciutat del Llac", és una ciutat i municipalitat a Madhya Pradesh capital de la divisió de Saugor i del districte de Saugor. Consta al cens del 2001 amb una població de 232.321 habitants que eren 42.330 un segle abans el 1901 (dels quals 10.918 al campament militar). Està situada a 23° 50′ N, 78° 43′ E / 23.833°N,78.717°E. Entre els seus monuments destaca l'antiga fortalesa que en el seu estat actual fou construïda pels marathes.

## Història
Saugor podria ser la Sageda de Claudi Ptolemeu; el nom derivaria de sagar (llac) a causa del llac a la rodalia, a les faldilles de les muntanyes Vindhya. Va adquirir importància sota el governador maratha de la regió, Govind Pant Bundela, nomenat el 1735 i que va governar fins a la seva mort a Panipat el 1761. El 1818 el territori va passar als britànics i la ciutat va esdevenir capital del Territori de Saugor i Nerbudda, dependent de les Províncies del Nord-oest. El 1857 la ciutat fou mantinguda pels britànics quan tot el territori a l'entorn estava en mans rebels; van resistir 8 mesos a la fortalesa fins que el febrer de 1858 foren rescatats per Sir Hugh Rose i el març de 1858 l'administració regular es va recuperar. El 1861 el territori es va unir a la província de Nagpur i va formar les Províncies Centrals i Saugor va quedar només com a capital de districte dins de la divisió de Jubbulpore o Jabalpur. La municipalitat es va constituir el 1867. Des del 1956 va formar part de Madhya Pradesh sorgida de la unió de Madhya Bharat i de Bhopal.